# Un disco per l'estate 1999
L'edizione '99 del Disco per l'estate fu condotta per il terzo anno consecutivo da Paolo Bonolis con la partecipazione di Riccardo Cocciante. Ad aggiudicarsi la vittoria fu Neja, mentre a Gatto Panceri andò il premio della critica. Il programma fece registrare uno share medio per le tre serate del 18%. 

## Elenco dei partecipanti

### Big
- Francesco Baccini: Quand'è che mi dici sì
- Gemelli DiVersi: Ciò che poteva essere
- Mariella Nava & Pantarei: Come mi vuoi
- Gatto Panceri: Anello di fumo
- Paolo Vallesi: L'amore è un fiore
- Leda Battisti: Solo il cielo lo sa
- Max Gazzè: Colloquium vitae
- Daniele Groff: Lamerica
- Neja: The Game
- Sottotono: Mai più

### Ospiti
- Biagio Antonacci: Non vendermi
- Fabio Concato: Ritrovarti qui, Rosalina
- Fiorella Mannoia: L'amore con l'amore si paga, Sally
- Fiorello: Vivere a colori, medley
- Articolo 31: Davanti alla TV
- Giorgia: Parlami d'amore, Come saprei
- Anggun: Snow on the Sahara
- Marco Masini: Lungomare
- Luca Barbarossa: Musica e parole
- Mango: Amore per te
- Anna Oxa: Camminando camminando
- Laura Pausini La mia risposta, In assenza di te
- Pooh: Se balla da sola, Dimmi di sì
- Roberto Vecchioni: Vedrai
- California Dream Men: X-Dream
- Renato Zero in collegamento dallo Stadio Olimpico di Roma